# Louteridium
Louteridium là chi thực vật có hoa trong họ Acanthaceae.